# اندیس سرگود پائین
سرگود پائین یک اندیس فلزی است که در حوالی شهر سردونیه استان کرمان قرار دارد و مادهٔ معدنی موجود در آن، طلا است.  در این اندیس، پاراژنز‌های مس یافت می‌شوند.